# Bürgermeisterei Kaiserswerth
Die Bürgermeisterei Kaiserswerth war eine Bürgermeisterei in den Kreisen Düsseldorf bzw. Düsseldorf-Mettmann der preußischen Rheinprovinz. Ab 1858 war sie in eine Stadt- und eine Landbürgermeisterei geteilt.

## Geschichte

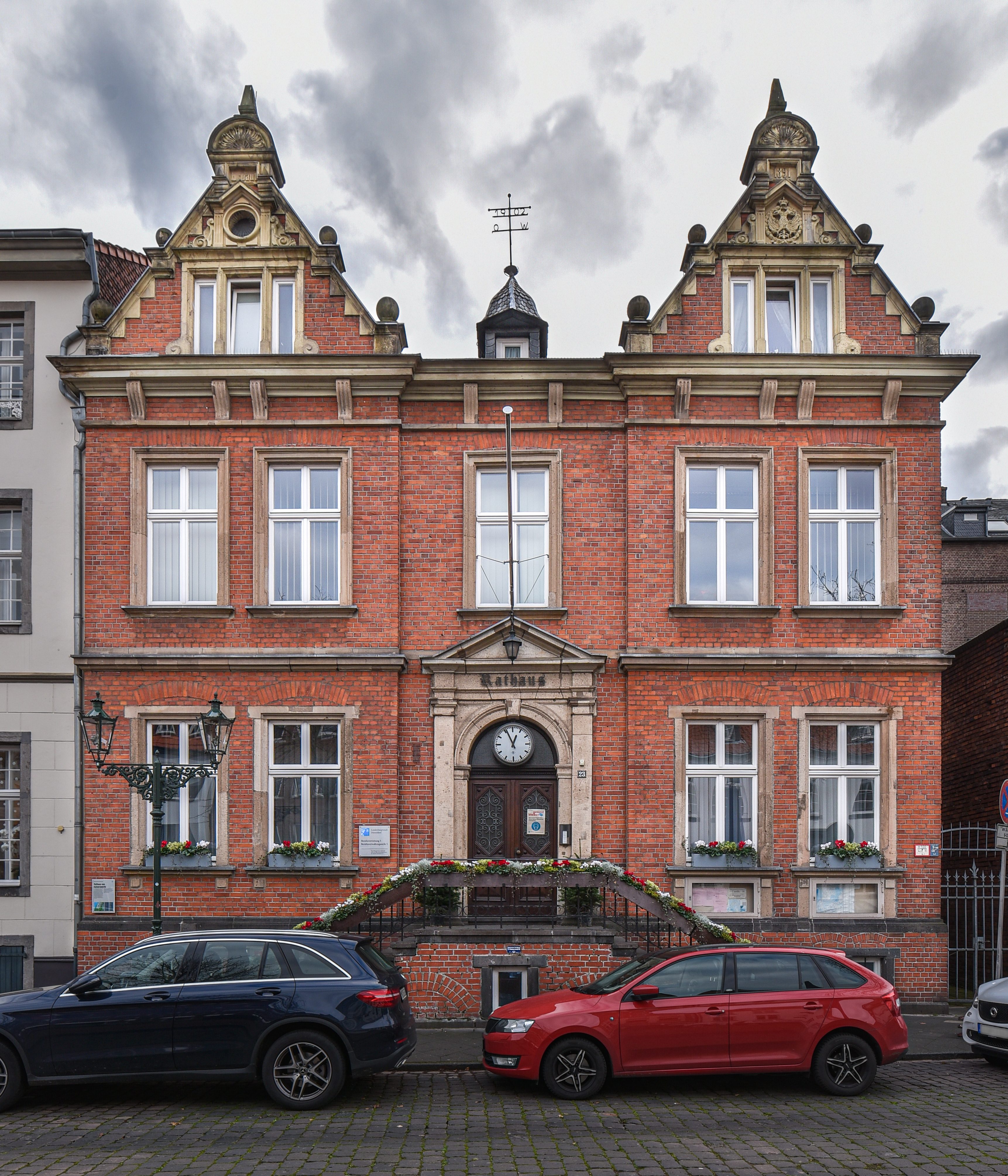
Das alte Rathaus von Kaiserswerth

Bei der im Jahr 1808 begonnenen Einführung von Verwaltungsstrukturen nach französischem Vorbild im Großherzogtum Berg wurde im Kanton Ratingen des Arrondissements Düsseldorf im Département Rhein auch die Mairie (Bürgermeisterei) Kaiserswerth eingerichtet. Nachdem das Rheinland 1814 an Preußen gefallen war, wurde aus der Mairie Kaiserswerth die preußische Bürgermeisterei Kaiserswerth, die 1816 zum neuen Landkreis Düsseldorf kam. Die Bürgermeisterei umfasste die Stadt Kaiserswerth sowie die vier Landgemeinden Bockum, Kalkum, Lohausen und Wittlaer.
Die Stadt Kaiserswerth erhielt am 8. März 1858 die Rheinische Städteordnung. Seitdem wurde zwischen der Stadtbürgermeisterei Kaiserswerth und der Bürgermeisterei Kaiserswerth-Land unterschieden, die die Gemeinden Bockum, Kalkum, Lohausen und Wittlaer verwaltete. Beiden Bürgermeistereien stand in Personalunion der Bürgermeister von Kaiserswerth vor. 1892 wurde am Kaiserswerther Markt ein Rathaus errichtet.
Am Ende des Jahres 1927 wurde die Bezeichnung aller rheinischen Landbürgermeistereien in Amt geändert. Die Landbürgermeisterei Kaiserswerth hieß nun Amt Kaiserswerth-Land.
Durch das preußische Gesetz über die kommunale Neugliederung des rheinisch-westfälischen Industriegebiets wurden die Stadt Kaiserswerth, die Gemeinde Lohausen sowie Gebietsstücke von Kalkum und Wittlaer am 1. August 1929 in die Stadt Düsseldorf eingemeindet.
Bockum und Kalkum wurden am 15. Mai 1930 in die Gemeinde Wittlaer eingegliedert, die zum neuen Amt Ratingen-Land trat. Das Amt Kaiserswerth-Land erlosch damit.

## Einwohnerentwicklung
| Jahr | Gesamt | Gesamt | Quelle |
| ---- | ------ | ------ | ------ |
| 1816 | 3164   | 3164   | [ 7 ]  |
| 1828 | 3376   | 3376   | [ 8 ]  |
|      | Stadt  | Land   |        |
| 1871 | 2218   | 2109   | [ 4 ]  |
| 1885 | 2390   | 2287   | [ 9 ]  |
| 1895 | 2370   | 2841   | [ 10 ] |
| 1910 | 2804   | 4205   | [ 11 ] |